# Мижаву
Мижаву (mizhavu, mizhav) е музикален перкусионен инструмент от групата на мембранофонните инструменти. Характерен е за региона Керала в Индия.
Представлява голям съд с форма на делва, правен в миналото от глина, а днес от мед, върху чието гърло е опъната кожа. Звукоизвличането става само с ръце.
Инструментът играе централна роля в тържествени хиндуистки церемонии, съпровождащи такива моменти от живота като първото кърмене или даването на име на бебето. Мижаву е свещен инструмент и традицията повелява ако той се счупи или пробие за да не се поправя и използва наново.